# Người Karachay

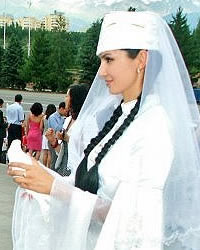
Thiếu nữ Karachay

Người Karachay (tiếng Karachay-Balkar: къарачайлыла hoặc таулула, tiếng Latin:  qaraçaylıla hoặc tawlula) là một dân tộc thuộc nhóm sắc tộc Turk, cư trú ở vùng Bắc Kavkaz, chủ yếu sống ở Cộng hòa Karachay-Cherkessia thuộc Liên bang Nga. Người Karachay nói tiếng Karachay-Balkar, một ngôn ngữ thuộc Ngữ hệ Turk, được cả người Balkar ở Kabardino-Balkaria và Karachay-Cherkessia sử dụng. Tên dân tộc có nghĩa chữ là Những người leo núi. Người Karachay năm 2010 có số dân khoảng 245 ngàn, trong đó ở Nga hơn 218 ngàn , Thổ Nhĩ Kỳ 21 ngàn. Ngoài ra còn khoảng 2 ngàn người cư trú ở các nước lân cận thuộc Liên Xô cũ.